# Tag (hebreo)

Tres tagin en la letra Guímel.

Un tag (en arameo: תאג‎, plural tagin, תאגין‎) es una decoración dibujada sobre algunas letras hebreas en los rollos judíos de Sifrei Kodesh, Tefilín (filacteria) y Mezuzot. El nombre hebreo para este rasgo en los escribas es kether (כתר). Tag y kether significa «corona» en arameo y hebreo respectivamente.

## Colocación

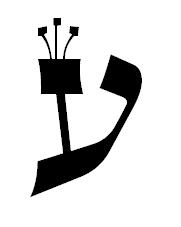
Tres tagin en la letra Ayin (ע).

En la práctica moderna, las letras Beit, Dalet, He, Het, Yod y Qof tienen una etiqueta (en una regla mnemotécnica, BeDeQ-ChaYaH, בדק חיה). Las letras Guímel, Zayin, Tet, Nun, Ayin, Tzadi y Shin, ya desde la época talmúdica, tienen 3 tagin (mnemotecnia: Sha'ATNeZ-GaTz שעטנז גץ). Algunos manuscritos presentan tagin adornadas en la línea superior de cada columna y algunos también en todas las apariciones del Tetragrámaton distintas de aquellas con el prefijo lámed.

### Sefer Tagin

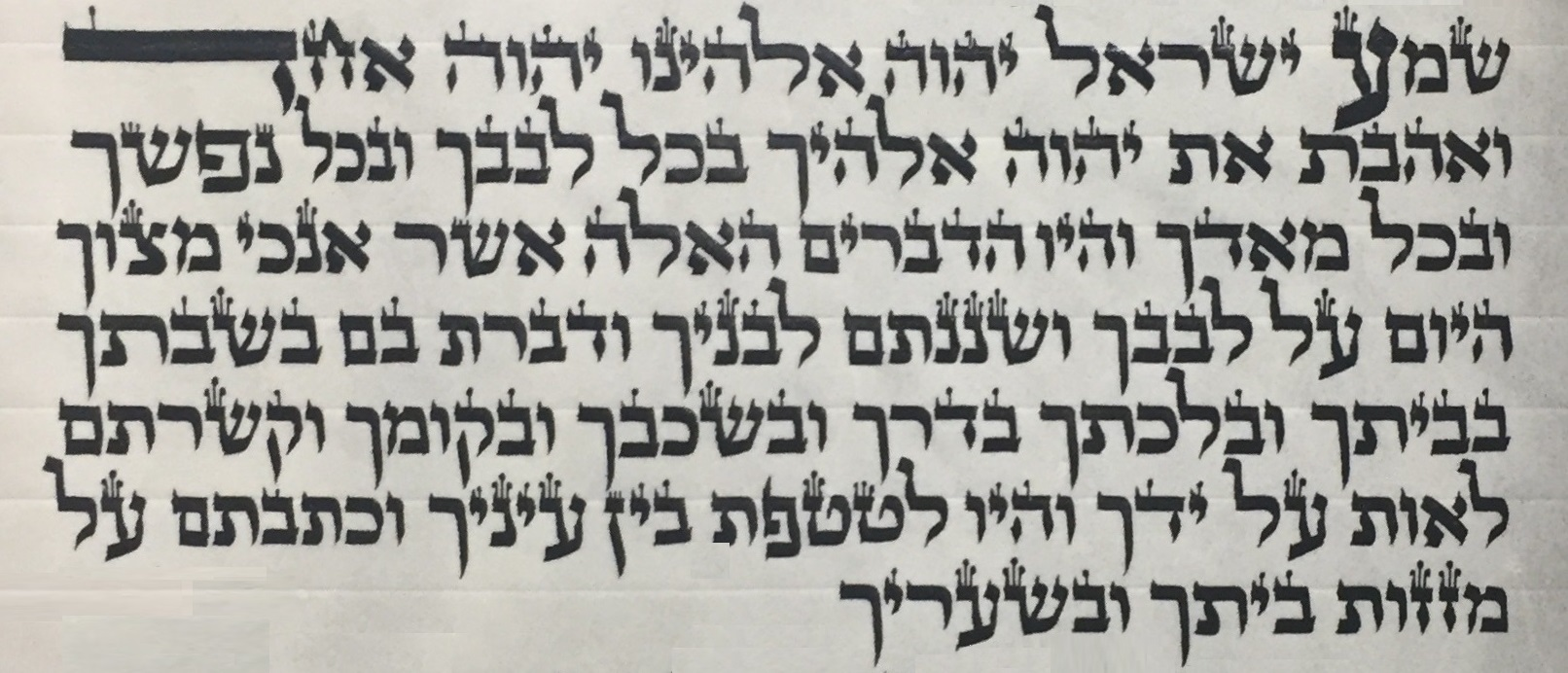
El Shemá y el V'ahavta, con decoraciones tagin. El Tetragrámaton, que ocurre varias veces, recibe tagin en las letras yod y he.

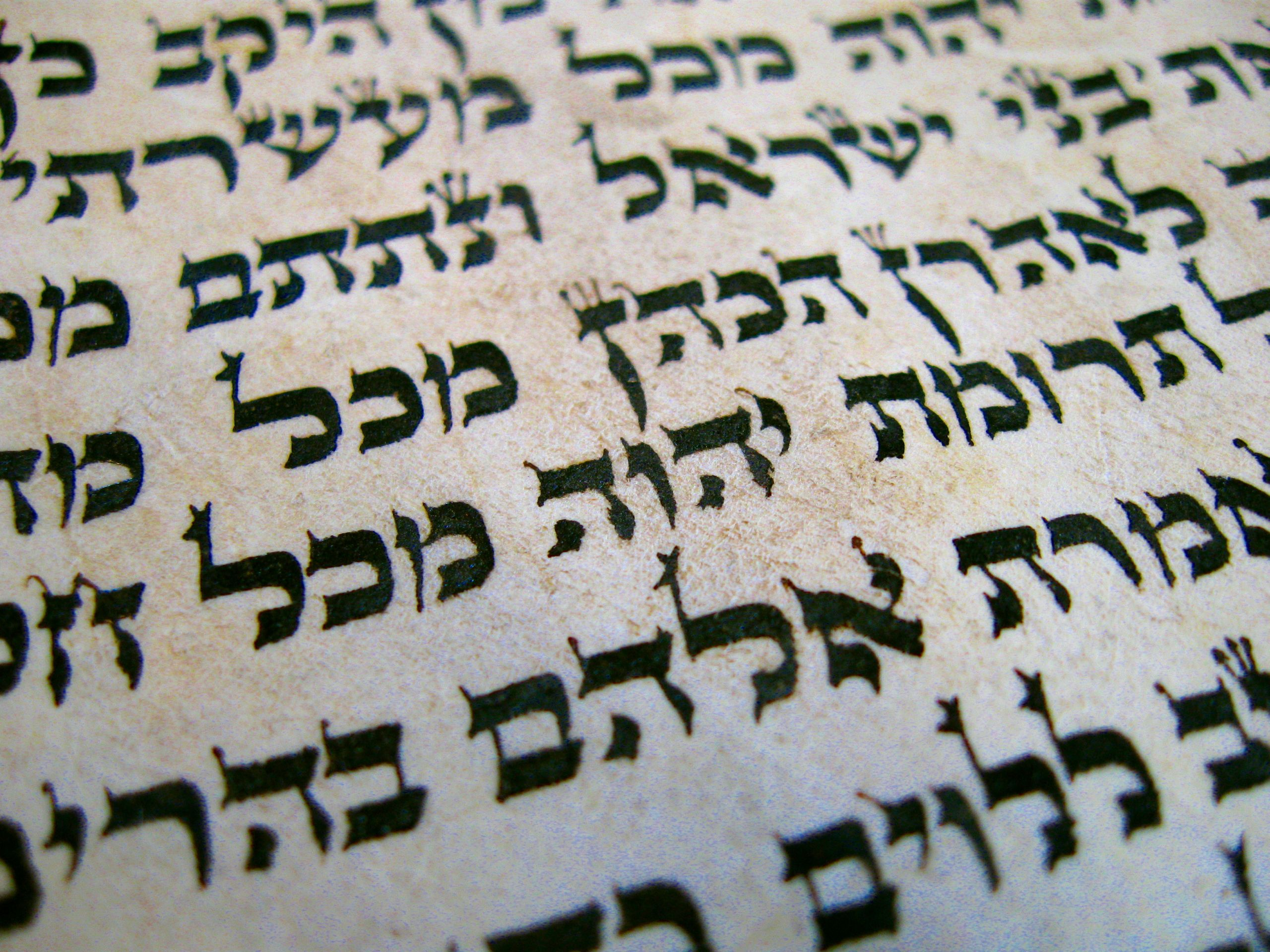
Un primer plano de un rollo de la Torá, que muestra decoraciones tagin en las letras hebreas. El pasaje es Números 18:27–30.

Alrededor del siglo II d. C., se publicó una obra llamada Sefer Tagin (ספר תאגין o ספר תאגי) y es atribuida al rabino Akiva, quien estableció los 1960 lugares donde aparecen tagin modificados o formas de letras en un rollo de la Torá. En él, las ubicaciones de las letras que reciben un número de tagin que difiere de la tradición sha'atnez gatz, por ejemplo, el beit inicial de bereshith en Genesis 1:1 tiene 4 tagin en lugar del habitual 1 y las instancias de álef que lleva 7 tagin cada uno. Según este trabajo, cada aparición de cada letra debe escribirse con entre 0 y 7 tagin, como se detalla en las listas contenidas en el mismo.

### Maimónides
Esta tradición, anterior a la versificación del texto de la Torá, contiene algunas instrucciones en las que es difícil saber a qué versículos se hace referencia, por lo que en el siglo XII, Maimónides dictaminó que, aunque un escriba debía hacer todo lo posible para incorporar todos los elementos de esta tradición, llamados otiyyot meshunot («letras extrañas»), si se omiten, ya sea en su totalidad o en parte, el rollo no se consideraría pasul («inválido»).

## Interpretación
El Talmud afirma que los tagin fueron originalmente agregados al texto por Dios en el Monte Sinaí, y que el rabino Akiva usaría su presencia para derivar leyes.
En el pensamiento cabalístico, cada tag tiene un significado y significado especial.